# جوآن چندلر
جوآن چندلر (انگلیسی: Joan Chandler؛ ۲۴ اوت ۱۹۲۳ – ۱۱ مهٔ ۱۹۷۹) یک هنرپیشه سینما، تلویزیون و تئاتر اهل ایالات متحده آمریکا بود.
از فیلم‌ها یا برنامه‌های تلویزیونی که وی در آن نقش داشته است می‌توان به طناب اشاره کرد.